# Луций Минуций Эсквилин Авгурин
Луций Минуций Эсквилин Авгурин (лат. Lucius Minucius Esquilinus Augurinus; умер после 439 года до н. э.) — римский военачальник и политический деятель из патрицианского рода Минуциев, консул 458 года до н. э. и член второй коллегии децемвиров в 450—449 годах до н. э.

## Биография
Луций Минуций принадлежал к патрицианскому роду Минуциев, представители которого регулярно занимали высшие должности Римской республики, начиная с 497 года до н. э. Он был сыном консула 492 года до н. э. Публия Минуция Авгурина. Капитолийские фасты называют преномен его деда — Марк. Братом Луция был Квинт Минуций Эсквилин, консул 457 года до н. э.
Луций Минуций впервые упоминается в источниках в связи с событиями 458 года до н. э., когда он получил консулат. Литературные источники (Тит Ливий и Дионисий Галикарнасский) сообщают, что он был ординарным консулом наряду с Гаем Навтием Рутилом. Согласно Капитолийским фастам, Эсквилин стал консулом-суффектом и коллегой Гая Навтия после смерти консула Карбетона; автор классического справочника по римским магистратам Р. Броутон считает более правдоподобным второй вариант. Согласно Ливию, в это время продолжалась борьба вокруг законодательной инициативы о кодификации римского права (lex Terentilia); народные трибуны добились серьёзного успеха, обязав консулов в течение двух месяцев ознакомиться с законопроектом и объяснить народу, какой в нём скрыт вред. После этого должно было состояться голосование.
Принятие закона в очередной раз отложили из-за внешних войн. Луций Минуций повёл войско на сабинян, но в решающий момент струсил и позволил врагу осадить лагерь. Вследствие этих событий римлянам пришлось выбрать диктатора — Луция Квинкция Цинцинната. Тот освободил лагерь от осады и, хотя и питал гнев по отношению к незадачливому консулу, ограничился тем, что назначил его легатом, не лишая командования. Однако до конца года армию Минуция возглавил Квинт Фабий Вибулан. Для исследователей очевидна неисторичность этого рассказа Ливия.
В 450 году до н. э. Луций Минуций стал членом второй коллегии децемвиров. Рассказ Ливия о войне, которую Эсквилин вёл в этом качестве против эквов, по мнению историков, повторяет рассказ о консулате. В 440 году до н. э., когда начался голод, плебеи добились избрания Луция Минуция распорядителем продовольственного снабжения (prefectus annonae). На этом поприще он не добился однозначных успехов, но зато смог разоблачить перед сенатом заговор Спурия Мелия, пытавшегося использовать голод для захвата царской власти в Риме. В благодарность за это сенат постановил воздвигнуть статую Луция Минуция. Достоверность античной традиции, рассказывающей об этих событиях, в историографии считается небесспорной.